# Parapediasia terquatella
Parapediasia terquatella là một loài bướm đêm trong họ Crambidae.